# Claudia Caballero Chávez
Claudia Gabriela Caballero Chávez (Monterrey, Nuevo León, 13 de diciembre de 1982) es una política mexicana, miembro del Partido Acción Nacional. Ha sido diputada federal y actual diputada en el Congreso de Nuevo León.

## Biografía
Claudia Caballero Chávez es licenciada en Derecho egresada del Instituto Tecnológico y de Estudios Superiores de Monterrey y cuenta con estudios de seminarios de especialización en Washington, Estados Unidos.
Laboró en el área de atención a clientes de la empresa Hispanic Teleservices en 2003 y en 2004 fue miembro del staff del congresista Raul Grijalva, representante del 3.º distrito congresional de Arizona por el partido Demócrata y en 2006 fue secretaria técnica de la delegación de la Secretaría de Desarrollo Social en Nuevo León.
En 2006 fue electa diputada federal suplente a la LX Legislatura, siendo propietario Marco Heriberto Orozco Ruiz Velasco. Ejerció la diputación de forma titular entre el 31 de octubre de 2006 y el 16 de octubre de 2007 al solicitar licencia el titular, siendo durante este periodo secretaria de la comisión de Defensa Nacional; así como integrante de las comisiones de Comité de Información, Gestoría y Quejas; de Desarrollo Social; y Especial para la Promoción del Acceso Digital a los Mexicanos.
En 2007 fue candidata a secretaria nacional de Acción Juvenil del PAN, declinando su candidatura antes de la asamblea electiva. En 2018 fue electa diputada a la LXXV Legislatura del Congreso del Estado de Nuevo León en representación del Distrito 6 local, misma que concluyó en 2021.
Actualmente es Diputada Local en la LXXVII Legislatura del H. Congreso de Nuevo León por el Distrito 18, ubicado en la cabecera del municipio de San Pedro Garza García, Nuevo León.